# Wordshaker
Wordshaker è il secondo album delle The Saturdays, pubblicato dalla Fascination Records il 9 ottobre in Irlanda e il 12 in Regno Unito.
Il primo singolo estratto è stato Forever Is Over, mentre come secondo singolo è previsto il brano Ego.

## Tracce
1. Forever Is Over - 3:41 (Sam Watters, Louis Biancaniello, James Bourne)
2. Here Standing - 3:36 ( Jordan Omley, Michael Mani, Nina Woodford)
3. Ego - 2:59 (Steve Mac, Ina Wroldsen, Michaela Breen)
4. No One - 3:18 (Ina Wroldsen, David Eriksen, Michaela Breen)
5. One Shot - 3:31 (Ina Wroldsen, David Kreuger, Per Magnusson)
6. Wordshaker - 3:30 (Ina Wroldsen, David Eriksen)
7. Denial - 3:53 (Chris Braide, Ina Wroldsen)
8. Open Up - 3:52 (Ina Wroldsen, David Kreuger, Per Magnusson)
9. Lose Control - 3:19 (Jörgen Elofsson, Pär Westerlund)
10. Not Good Enough - 3:40 (Ina Wroldsen, Josef Larossi)
11. Deeper - 4:05 (The Saturdays, Ina Wroldsen)
12. 2 a.m. - 4:08 (Andreas Romdhane, Josef Larossi, Ina Wroldsen)

## Classifiche
| Classifica (2009)     | Posizione raggiunta |
| --------------------- | ------------------- |
| Classifica irlandese  | 36                  |
| Classifica britannica | 9                   |